# Tony Manero
Tony Manero är också namnet på John Travoltas rollfigur i Saturday Night Fever.

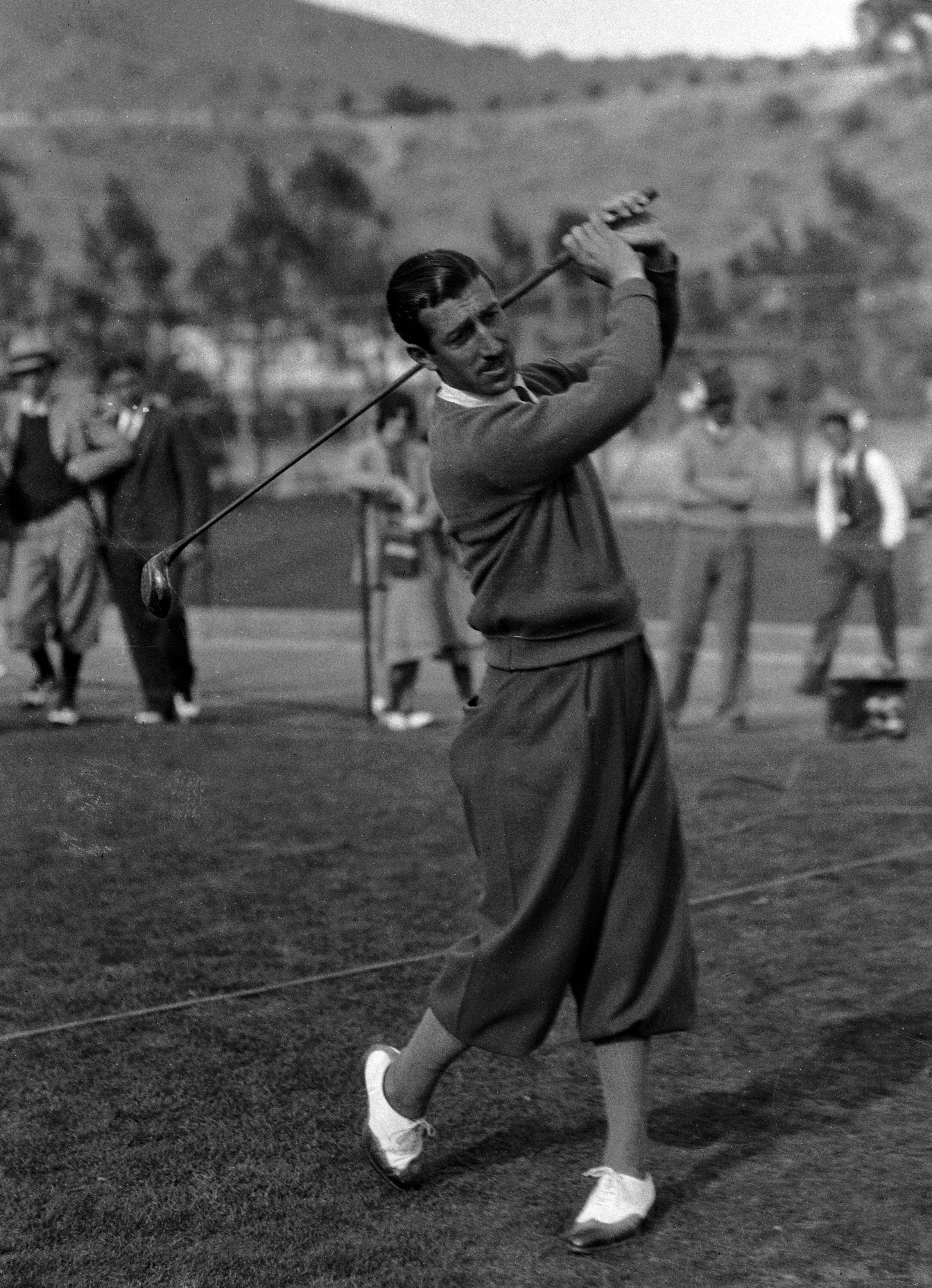
Tony Manero under en golfturnering i Los Angeles

Tony Manero, född 4 april 1905 i New York City, död 22 oktober 1989, var en amerikansk golfspelare som spelade på den amerikanska PGA Touren. Manero var caddie på Fairview Country Club i sin ungdom, för att senare bli klubb-pro på Sedgefield Country Club i Greensboro, North Carolina. Manero vann totalt åtta PGA Tourtävlingar under sin karriär och tog sig till semifinalen av PGA Championship 1937.
Manero vann överraskande majortävlingen US Open 1936 på Baltusrol Golf Club i Springfield i New Jersey på 282 slag, två slag före Harry Cooper. Hans score under de fyra rundorna var 73-69-73-67. Han spelade även i USA:s vinnande Ryder Cup-lag 1937.

## Vinster

### Majorsegrar
| År   | Mästerskap | Efter 54 hål | Resultat        | Mot par | Segermarginal | Runner-up    |
| ---- | ---------- | ------------ | --------------- | ------- | ------------- | ------------ |
| 1936 | U.S. Open  | 4 slag bakom | 73-69-73-67=282 | -6      | 2 slag        | Harry Cooper |

### PGA Toursegrar (8)
Den här listan är inte komplett.
- 1930: Glens Falls Open
- 1932: Westchester Open[4]
- 1935: General Brock Hotel Open[5]
- 1936: US Open
- 1938: Glens Falls Open[6]

| Majorsegrare genom tiderna                                                                                    |                |             |             |                  |
| 200 olika spelare har vunnit i herrarnas majortävlingar. Tony Manero var den 64:e spelaren som vann en major. |                |             |             |                  |
| 1:a | 63:e           | 64:e        | 65:e        | 200:e            |
| Willie Park Sr                                                                                                | Johnny Revolta | Tony Manero | Alf Padgham | Louis Oosthuizen |
| Lista över golfens majorsegrare                                                                               |                |             |             |                  |